# Guelfo I di Toscana

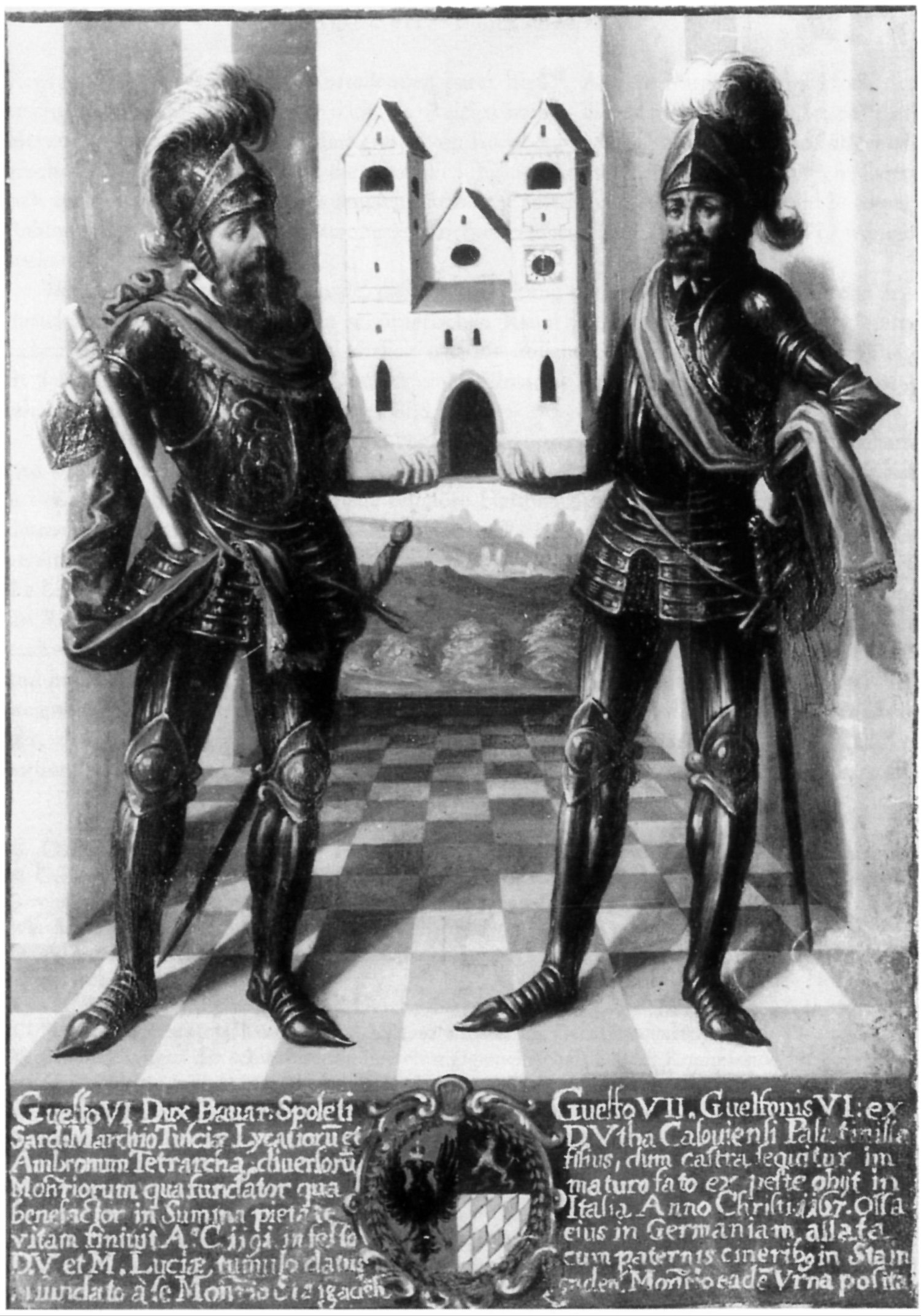
Guelfo I col figlio Guelfo II

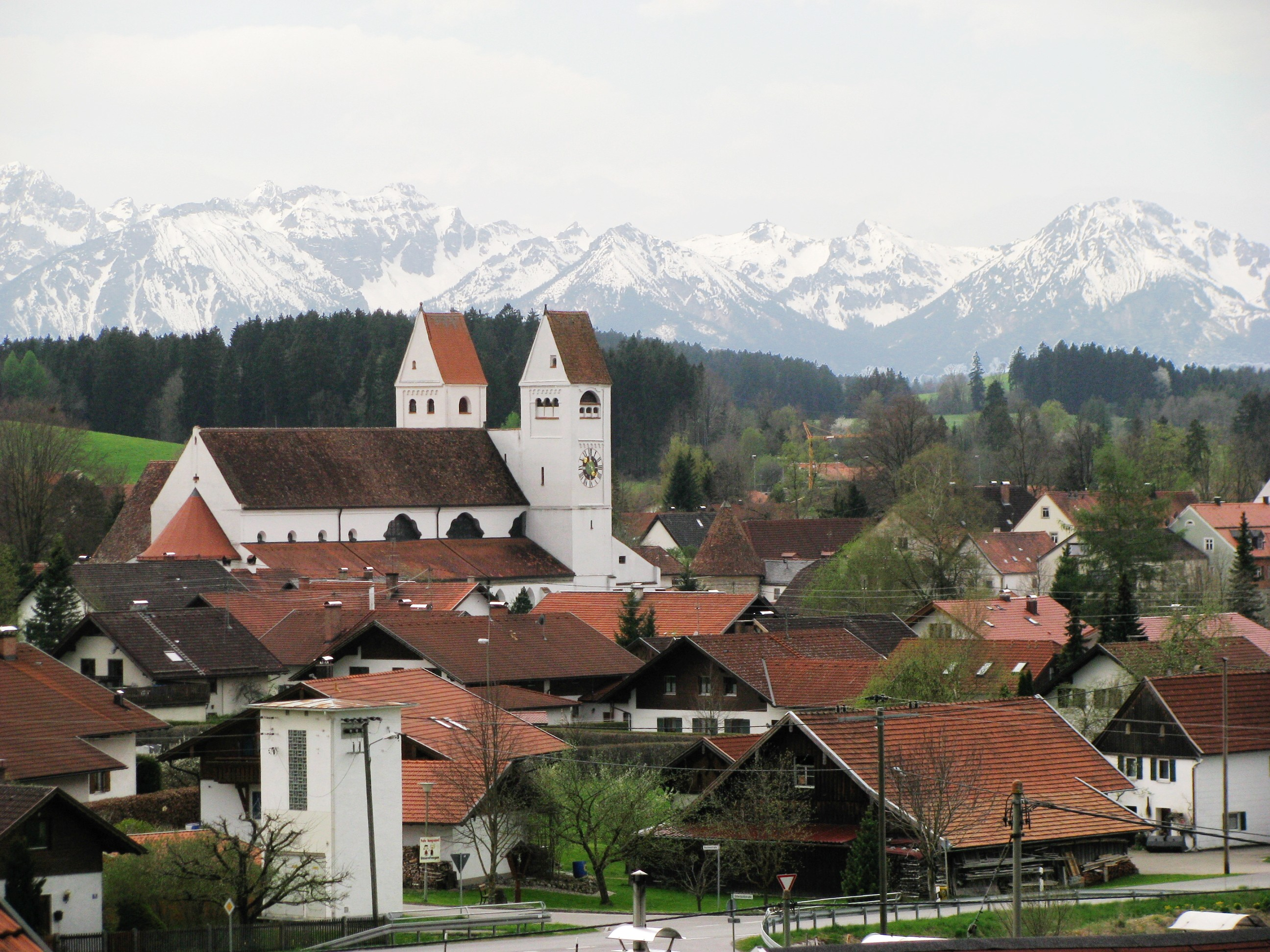
Il monastero di Steingaden

Guelfo I (1115 – Memmingen, 15 dicembre 1191) è stato marchese di Toscana (1152-1173) e duca di Spoleto (1152-1162) e membro della stirpe dei Welfen.

## Biografia
Guelfo, terzo figlio maschio di Enrico IX, duca di Baviera, ereditò i possedimenti familiari di Svevia, comprese le contee di Altdorf e Ravensburg, mentre suo fratello primogenito Enrico il Superbo ricevette i ducati di Baviera e Sassonia e l'altro fratello maggiore Corrado abbracciò la carriera ecclesiastica. Giuditta, una sorella di Guelfo, sarebbe poi stata la madre dell'imperatore Federico Barbarossa: Guelfo stesso era solo un decennio più anziano di suo nipote, per cui la maggior parte delle vicende di Guelfo avvennero durante il regno del Barbarossa. Sua madre era Wulfhilde di Sassonia, della dinastia dei Billunghi.
Enrico IX fece sposare Guelfo con Uta, figlia di Goffredo di Calw, conte palatino del Reno; alla morte di Goffredo nel 1131, si aprì una controversia tra Guelfo e il nipote di Goffredo, Adalberto IV di Calw-Löwenstein, per l'eredità di Calw.
Quando, nel 1142, Corrado III, zio di Federico, confiscò il ducato di Baviera, Guelfo raggiunse il fratello per ribellarsi. Essi furono sconfitti nella battaglia di Flochberg. Nel 1152 i Welfen e gli Hohenstaufen fecero pace e Federico Barbarossa fu eletto re. Nel mese di ottobre 1152, a Würzburg, Federico diede a Guelfo, come capo della sua famiglia, il ducato di Spoleto, il marchesato di Toscana, e la signoria sulla Sardegna tra le altre proprietà italiane, mentre, nel 1156, la Baviera tornava a Enrico il Leone, il figlio di Enrico il Superbo. Fu presente alla firma del trattato di Costanza nel 1153.
A partire dagli anni cinquanta, era scoppiata una controversia tra Guelfo (insieme a suo figlio Guelfo II) e Ugo II di Tubinga, conte palatino di Svevia, solo dopo il 1166 si concluse con la risoluzione dell'imperatore stesso, generalmente dalla parte dei Welfen.
Quando Guelfo II, unico figlio di Guelfo, morì di malaria a Roma nel 1167, durante la campagna del Barbarossa contro papa Alessandro III, Enrico il Leone chiese l'eredità di tutti i beni di Guelfo. Guelfo chiese in cambio una grossa somma di denaro, quindi affidò i suoi territori italiani all'imperatore. Guelfo rimase a capo dei suoi ducati italiani fino al 1173, mentre Cristiano, arcivescovo di Magonza, ne era il vicario imperiale.
Una spaccatura tra Enrico e il Barbarossa durante l'Italienzug del 1176 fornì lo spunto per il procedimento nei confronti di Enrico nel 1179, che alla fine fu privato di tutti i suoi beni, compresi quelli che aveva acquistato da Guelfo. Questi furono restituiti a Guelfo, che li diede poi all'erede del Barbarossa, il duca di Svevia, alla sua morte nel 1191. Così, tutti i possedimenti svevi dei Welfen passati agli Hohenstaufen discendono da Giuditta, sorella di Guelfo.
Guelfo fu sepolto nel monastero premostratense da lui fondato, l'abbazia di Steingaden in Baviera, dove era stato sepolto anche suo figlio. Fu il mecenate della Historia Welforum, la prima cronaca medievale della sua dinastia.

## Famiglia e figli
Guelfo si sposò con Uta, figlia di Goffredo di Calw, conte palatino del Reno della stirpe dei conti di Calw. Essi ebbero:
- Elisabetta (1135 circa), che sposò Rodolfo, conte di Pfullendorf;
- Guelfo II (1140-1167 circa), duca di Spoleto e margravio di Toscana.

## Ascendenza
|                       |                     |                         | Genitori                 |  |  | Nonni |  |  | Bisnonni               |  |  | Trisnonni      |  |
|                       |                     |                         |                          |  |  |       |  |  | Alberto Azzo II d'Este |  |  | Alberto Azzo I |  |
|                       |                     |                         |                          |  |  |       |  |  | Alberto Azzo II d'Este |  |  | Alberto Azzo I |  |
|                       |                     | Adelaide                |                          |  |  |       |  |  | Alberto Azzo II d'Este |  |  |                |  |
| Guelfo I di Baviera   |                     |                         |                          |  |  |       |  |  | Alberto Azzo II d'Este |  |  |                |  |
|                       |                     | Cunegonda di Altdorf    | Guelfo III di Altdorf    |  |  |       |  |  |                        |  |  |                |  |
|                       |                     | Cunegonda di Altdorf    | Guelfo III di Altdorf    |  |  |       |  |  |                        |  |  |                |  |
|                       |                     | Cunegonda di Altdorf    | Imiza di Lussemburgo     |  |  |       |  |  |                        |  |  |                |  |
| Enrico IX di Baviera  |                     | Cunegonda di Altdorf    |                          |  |  |       |  |  |                        |  |  |                |  |
|                       |                     | Baldovino IV di Fiandra | Arnolfo II di Fiandra    |  |  |       |  |  |                        |  |  |                |  |
|                       |                     | Baldovino IV di Fiandra | Arnolfo II di Fiandra    |  |  |       |  |  |                        |  |  |                |  |
|                       |                     | Baldovino IV di Fiandra | Rozala d'Ivrea           |  |  |       |  |  |                        |  |  |                |  |
| Giuditta di Fiandra   |                     | Baldovino IV di Fiandra |                          |  |  |       |  |  |                        |  |  |                |  |
|                       |                     | Eleonora di Normandia   | Riccardo II di Normandia |  |  |       |  |  |                        |  |  |                |  |
|                       |                     | Eleonora di Normandia   | Riccardo II di Normandia |  |  |       |  |  |                        |  |  |                |  |
|                       |                     | Eleonora di Normandia   | Giuditta di Bretagna     |  |  |       |  |  |                        |  |  |                |  |
| Guelfo I di Spoleto   |                     | Eleonora di Normandia   |                          |  |  |       |  |  |                        |  |  |                |  |
|                       | Ordulfo di Sassonia | Bernardo II di Sassonia |                          |  |  |       |  |  |                        |  |  |                |  |
|                       | Ordulfo di Sassonia | Bernardo II di Sassonia |                          |  |  |       |  |  |                        |  |  |                |  |
|                       | Ordulfo di Sassonia | Eilika di Schweinfurt   |                          |  |  |       |  |  |                        |  |  |                |  |
| Magnus di Sassonia    | Ordulfo di Sassonia |                         |                          |  |  |       |  |  |                        |  |  |                |  |
|                       |                     | Wulfhild di Norvegia    | Olaf II di Norvegia      |  |  |       |  |  |                        |  |  |                |  |
|                       |                     | Wulfhild di Norvegia    | Olaf II di Norvegia      |  |  |       |  |  |                        |  |  |                |  |
|                       |                     | Wulfhild di Norvegia    | Astrid Olfosdotter       |  |  |       |  |  |                        |  |  |                |  |
| Wulfhilde di Sassonia |                     | Wulfhild di Norvegia    |                          |  |  |       |  |  |                        |  |  |                |  |
|                       |                     | Béla I d'Ungheria       | Vazul                    |  |  |       |  |  |                        |  |  |                |  |
|                       |                     | Béla I d'Ungheria       | Vazul                    |  |  |       |  |  |                        |  |  |                |  |
|                       |                     | Béla I d'Ungheria       | …                        |  |  |       |  |  |                        |  |  |                |  |
| Sofia d'Ungheria      |                     | Béla I d'Ungheria       |                          |  |  |       |  |  |                        |  |  |                |  |
|                       |                     | Richeza di Polonia      | Miecislao II di Polonia  |  |  |       |  |  |                        |  |  |                |  |
|                       |                     | Richeza di Polonia      | Miecislao II di Polonia  |  |  |       |  |  |                        |  |  |                |  |
|                       |                     | Richeza di Polonia      | Richeza di Lotaringia    |  |  |       |  |  |                        |  |  |                |  |
|                       |                     | Richeza di Polonia      |                          |  |  |       |  |  |                        |  |  |                |  |

### Fonti
- Quellen zur Geschichte der Welfen und die Chronik Burchards von Ursberg. Hrsg. und übersetzt von Matthias Becher unter Mitarbeit von Florian Hartmann und Alheydis Plassmann. Wissenschaftliche Buchgesellschaft, Darmstadt 1997, ISBN 978-3-534-07564-5.

### Letteratura critica
- Karin Feldmann, Herzog Welf VI. und sein Sohn. Das Ende des süddeutschen Welfenhauses (mit Regesten), Diss. Phil., Tübingen 1971
- Welf VI., Wissenschaftliches Kolloquium zum 800. Todesjahr vom 5. bis 8. Oktober 1991 im Schwäbischen Bildungszentrum Irsee, Thorbecke, hrsg. v. Rainer Jehl, Sigmaringen 1995. ISBN 3-7995-4173-X.
- Andrea Puglia, Potere marchionale, amministrazione del territorio e società locali nella Tuscia nord occidentale dalla morte del marchese Ugo a Guelfo VI di Baviera (anni 1001-1160), tesi di dottorato di ricerca in storia medievale, tutor prof. Giorgio Chittolini, Università degli studi di Milano, a.a. 2002-2003.